# Eugen Stransky
Eugen Stransky (ur. 20 stycznia 1891 w Nitrze, zm. 1975 w Wiedniu) – austriacki lekarz pediatra.
Studiował medycynę na Uniwersytecie Wiedeńskim, ukończył studia w 1913 roku. Po wybuchu I wojny światowej wcielony do C. K. armii, służył jako lekarz wojskowy na froncie. Od 1918 do 1919 asystent na oddziale chorób dzieci Kliniki Uniwersyteckiej w Pozsony. W latach 1919–1921 w berlińskiej Universitäts-Kinderklinik, od 1921 w wiedeńskiej Reichsanstalt für Mutter- und Säuglingsfürsorge. W 1939 wyemigrował na Filipiny; zatrudniony jako profesor na Uniwersytecie Manili. Po wojnie pracował dla UNRRA, w latach 1946–1947 w Chinach. Współzałożyciel „Journal of Pediatrics”, autor około 500 artykułów i licznych książek.